# Play (S.H.Eのアルバム)
『Play』（プレイ）は、台湾の女性ヴォーカルトリオ、S.H.E（エスエイチイー）の通算10作目のアルバム。

## 解説
予約限定特典はAlways Openというシングルだった。
メイン楽曲「中國話」は S.H.Eデビュー以来最大の論争をもたらした一曲となった。 

## 収録曲

### CD
1. 中國話
作詞:鄭楠+施人誠、作曲・編曲:鄭楠
2. 謝謝你的溫柔
作詞:五月天阿信+施人誠、作曲:五月天阿信+王美蓮、編曲:王美蓮+呂紹淳
※飛輪海との合唱
3. 聽袁惟仁彈吉他
作詞・作曲・編曲:張簡君偉
4. 五月天
作詞:陳震+施人誠、作曲:鄭楠、編曲:呂紹淳
5. 藉口
作詞:陳震、Sampling 聽媽媽的話 詞曲:周杰倫、作曲:鄭楠+左安安、編曲:洪敬堯
6. Boom
中文詞:徐世珍、作曲:Steve Smith+Anthony Anderson+Sean Hosein+Dan DeViller+Alisha Pillay、編曲:Steve Smith+Anthony Anderson+Sean Hosein+Dan DeViller
7. 再別康橋
作詞:文雅、作曲:李泉、編曲:Mac Chew
8. 倫敦大橋垮下來
作詞:彭學斌、作曲:鄭楠、編曲:呂紹淳
9. 說你愛我
作詞:Hebe、作曲:宋圭璋+蘇亦承、編曲:呂紹淳
10. 好心情 Just Be Yourself
作詞:娃娃、作曲・編曲:陶喆
11. 老婆
作詞:Selina、作曲:Ella、編曲:王治平

### 予約限定特典
1. Always Open
作詞:徐世珍、作曲・編曲:侯志堅
※飛輪海との合唱。台湾セブン-イレブンCM曲。CDには同曲が20回繰り返し収録されている。